# Tiếng Long Gia
Tiếng Long Gia (nội danh: suŋ55ni55mpau21) là một ngôn ngữ Hán-Tạng ở Quý Châu, Trung Quốc, có quan hệ gần với tiếng Thái Gia và Lư Nhân. Tiếng Long Gia có lẽ đã biến mất (Zhao 2011).
Người Long Gia ngày nay nói Quan thoại Tây Nam và đã cư ngụ ở Quý Châu từ rất lâu. Theo Quý Châu Tỉnh Chí (2002), tiếng Long Gia nói ở Đại Phương, Kiềm Tây (Trung Bình khu 中坪区; Tân Phát thôn 新发村 của Pha Cước khu 坡脚区), và Phổ Định (Giảng Nghĩa Trại 讲义寨 của Bạch Nham hương 白岩乡). Nó có lẽ giống nhất với tiếng Thái Gia và có nhiều từ mượn tiếng Hán cổ đại.

## Phân loại
Nghiên cứu công bố năm 1984 cho thấy rằng tiếng Thái Gia có quan hệ gần với tiếng Thái Gia và tiếng Lư Nhân. Tuy vậy, vị trí của tiếng Thái Gia trong ngữ hệ Hán-Tạng lại chưa dứt khoát. Trịnh Trương (2010) đề xuất rằng tiếng Thái Gia và tiếng Bạch là ngôn ngữ chị em, còn Sagart có quan điểm rằng tiếng Thái Gia mang gốc Hán, gần với tiếng Ngõa Hương.

## Phương ngữ
Những phương ngữ Long Gia sau được ghi nhận.
- Pha Cước khu 坡脚区, Đại Phương, Quý Châu[2][8] (Pha Cước khu nay gồm Miêu Trường trấn 猫场镇, Đỉnh Tân 鼎新, và Lục Đường hương 绿塘乡.)
- Hoa Khê Đại đội 花溪大队, Trung Bình khu 中坪区, Kiềm Tây[2] (nay là Hoa Khê Di tộc Miêu tộc hương 花溪彝族苗族乡)
- Giảng Nghĩa trại 讲义寨, Phổ Định[2]
- Thái Quan trấn 蔡官镇, An Thuận, Quý Châu[9]

Bảng dưới đây so sánh ba phương ngữ tiếng Long Gia (1984:2-3). Phương ngữ Giảng Nghĩa trại 讲义寨 khá khác biệt, phương ngữ Pha Cước 坡脚 và Hoa Khê 花溪 giống nhau hơn.
| Nghĩa   | Tiếng Trung    | Pha Cước 坡脚 | Hoa Khê 花溪 | Giảng Nghĩa trại 讲义寨 |
| ------- | -------------- | ------------- | ------------ | ----------------------- |
| bò      | 牛 (ngưu)      | ŋau⁵⁵         | ŋau⁵⁵        | ŋau³⁵                   |
| ăn      | 吃 (cật)       | ua³¹          | ua³¹         | ua³¹                    |
| chó     | 狗 (cẩu)       | kuɛ³³         | kuɛ³³        | kuɛ⁵³                   |
| heo/lợn | 猪 (trư)       | lɛ⁵⁵          | lɛ⁵⁵         | lɛ³⁵                    |
| gà      | 鸡 (kê)        | kɛ⁵⁵          | kɛ⁵⁵         | kɛ⁵⁵                    |
| lúa     | 稻谷 (đạo cốc) | mɛ³¹          | mɛ³¹         | mai³¹                   |
| nước    | 水 (thủy)      | ɕi³¹          | ɕe³¹         | se³¹                    |
| to, lớn | 大 (đại)       | la⁵⁵          | la⁵⁵         | lɛ³¹                    |
| hai     | 二 (nhị)       | ta³¹          | ta³¹         | to³³                    |
| bốn     | 四 (tứ)        | sɿ⁵⁵          | si⁵⁵         | so⁵⁵                    |
| thịt    | 肉 (nhục)      | ȵi³¹          | ȵi³¹         | ȵi³¹; ntɕi³¹            |